# تشاك هيوبر
تشاك هيوبر (Chuck Huber) هو مؤدي أصوات أمريكي ولد في 8 مايو 1971 في شيكاغو، إلينوي.

## أدواره في الأنمي

### مسلسلات أنمي تلفزيونية
- يو يو هاكوشو - هييه
- دراغون بول - الإمبراطور بيلاف
- دراغون بول Z - الآلي رقم 17, غارليك الابن
- دراغون بول GT - الآلي رقم 17
- خيميائي الفولاذ - شو تاكر
- خيميائي الفولاذ FULLMETAL ALCHEMIST - شو تاكر
- أوكيكو فوريكابوتيه - تسويوشي شيغا
- داركر ذان بلاك -المقاول الأسود- - إيريك نيشيجيما
- باكانو! - روني سكيارت
- دي جرايمان - ريفر وينهام
- ون بيس - والد كوينا، موجي
- موشيشي - دكتور أداشينو
- المعلم الساحر نيغيما! - إيشون كونوي
- أسطول الزجاج - هكتور
- كلايمور - لص، فنسنت
- المحقق كونان - ماريو (جريمة قتل في موقع التصوير)
- روميو x جولييت - بييترو
- ناباري نو أو - أستاذ ياماسيه
- سول إيتر - دكتور فرانكن شتاين
- برج درواغا 〜the Aegis of URUK〜 - ميلت
- برج درواغا 〜the Sword of URUK〜 - ميلت
- إينيشال دي - يويتشي تاتشيبانا
- إينيشال دي Fourth Stage - يويتشي تاتشيبانا
- الخادم الأسود - آش
- لاينباريل الحديدي - غورو ماكي
- أويدو روكيت - أكاي نيشينوسكي
- نادي مضيفي ثانوية أوران - دكتور يابو
- ساندز أوف ديستراكشن - ريغاليت
- سيكيريه - هيروتو ميناكا
- Phantom 〜Requiem for the Phantom〜 - دريك
- سنغوكو باسارا - مايدا توشييه
- كيرو - الرائد كورورو
- روزاريو + فامباير - سائق الحافلة
- شاكوغان نو شانا II - كانتارو ساكاي
- شاكوغان نو شانا III(Final) - كانتارو ساكاي
- بلاسريتر - برادلي غيلفورد

### أنمي الإنترنت
- هيتاليا: قوة المحور - النمسا

### أوفا أنمي
- MURDER PRINCESS - دومينيكوف

### أفلام أنمي
- سمر وورز - رييتشي جينّوتشي

## وصلات خارجية
- تشاك هيوبر على موقع IMDb (الإنجليزية)
- تشاك هيوبر على موقع ANN person (الإنجليزية)